# Combretum glutinosum
Combretum glutinosum är en tvåhjärtbladig växtart som beskrevs av Perr. och Dc.. Combretum glutinosum ingår i släktet Combretum och familjen Combretaceae. Inga underarter finns listade i Catalogue of Life.

## Bildgalleri

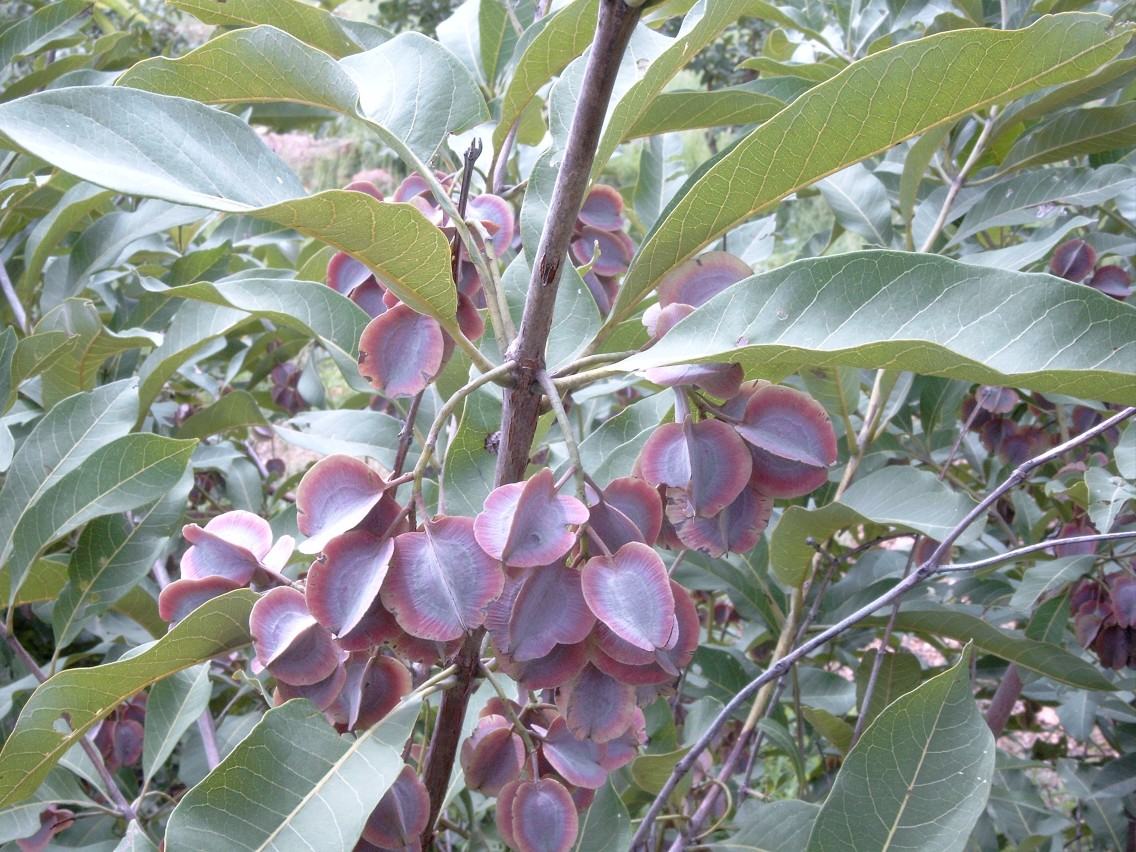